# Scuola di musica
Una scuola di musica è un'istituzione destinata all'educazione e all'istruzione di studenti nelle discipline musicali, quali studio di uno strumento musicale, direzione d'orchestra, canto, composizione, storia della musica e altre materie attinenti alla musicologia o alla prassi esecutiva. In tutto il mondo le scuole di musica assumono diverse denominazioni, fra cui conservatorio, accademia di musica, università di musica, istituto superiore di musica, liceo musicale e istituto musicale. Per una lista delle principali scuole nel mondo, si veda Lista di scuole di musica.